# 렌 츠카사
렌 츠카사(일본어: 蓮 つかさ れん つかさ[*], 10월 25일 - )는 다카라즈카 가극단 츠키구미 소속 남역 스타이다.
미야기현 오오사키시, 미야기현립 후루카와 고등학교 출신이다. 키 171cm, 애칭은 "코노짱", "렌콩"이다.

## 약력
2009년, 다카라즈카 음악학교에 입학하였다.
2011년, 다카라즈카 가극단 97기생으로 입단. 입단 당시 성적은 8등. 호시구미 공연 「노바 보사 노바／만남은 다시 한번」으로 초무대를 했다.
2012년, 구미마와리를 거쳐 츠키구미에 배속되었다.
2017년, 「All for One」으로 신인공연 첫 주연. 신인공연 최종학년이자 마지막 찬스인 입단 7년차에 발탁되었다.

## 인물
어렸을 때부터 클래식 발레를 배워, 초등학교 3학년부터 고등학교 시절까지 고향 미야기에서 시민 뮤지컬에 참가했다.
고등학교 2학년 때, 센다이 타나바타에서 연기를 선보였을 때, 키가 170cm 가까이 되었기 때문에, 선생님이 "남자가 부족하니까, 남장하고 나와"라고 말해, 남역을 처음 체험했다. 원래 뮤지컬을 좋아했기 때문에, 곧바로 음악학교 수험을 결심했지만, 첫번째 수험은 실패하였다. 부모님께서 "어중간한 마음으로는 안된다. 다카라즈카와 대학 수험 둘 중 하나만 해라"라고 선택을 하라고 말했고, 다카라즈카를 선택하였다. 두번째 수험에서 합격을 해냈다.

## 출연 이벤트
- 2016년 11월, 나기나 루우미 디너쇼 『Evolution!』
- 2018년 12월, 다카라즈카 스페셜 2018 『Say! Hey! Show Up!!』

## TV출연
- 2012년 9월, TBS 『올스타 감사제 가을』